# ラトビアの大統領
ラトビアの大統領（ラトビアのだいとうりょう、ラトビア語: Latvijas Valsts prezidents）は、ラトビア共和国の元首たる大統領である。

## 概要
ラトビア共和国軍最高司令官である。大統領官邸はリーガ城。
主として儀礼上の役職であり、行政権は政府が行使する。議会によって選出され、任期は4年（1997年以前は3年）。選出された大統領は首相を任命する。大統領が不在の場合はラトビア議会の議長がその責務を負う。例えば、ラトビアがソビエト連邦から独立を回復した直後は最高評議会議長だったアナトリー・ゴルブノフが臨時大統領となった。

## 大統領の一覧
| ラトビア共和国 (1918-1940)                   |                                                         |                          |                               |                                       |                                 |              |                                         |
| 第一共和政                                   |                                                         |                          |                               |                                       |                                 |              |                                         |
| 代                                           | 大統領                                                  | 大統領                   | 所属政党                      | 期                                    | 在任期間                        | 在任期間     | 備考                                    |
| 00－                                         | ヤーニス・チャクステ Jānis Čakste                       |                          | 民主中央党 （DC）             | －                                    | 1918年12月17日 - 1922年11月14日 | 3年 + 332日  | 暫定元首 （憲法議会議長）               |
| 001                                          | ヤーニス・チャクステ Jānis Čakste                       | 1                        | 民主中央党 （DC）             | 1922年11月14日 - 1927年3月14日        | 4年 + 120日                     | 在任中に死去 |                                         |
| 00－                                         | パウルス・カルニンシュ Pauls Kalniņš                    | 1                        |                               | ラトビア社会民主労働党 （LSDSP）      | 1927年3月14日 - 1927年8月4日    | 143日        | 大統領代行 （サエイマ議長）             |
| 002                                          | グスタウス・ゼムガルス Gustavs Zemgals                  |                          | 民主中央党 （DC）             | 2                                     | 1927年8月4日 - 1930年9月4日     | 3年 + 31日   |                                         |
| 003                                          | アルベルツ・クヴィエスィス Alberts Kviesis              |                          | ラトビア農民連合 （LZS）      | 3                                     | 1930年9月4日 - 1934年5月16日    | 6年 + 61日   |                                         |
| 0(3)                                         | アルベルツ・クヴィエスィス Alberts Kviesis              | 無所属                   | 1934年5月16日 - 1936年11月4日 | 3                                     |                                 | 6年 + 61日   |                                         |
| 004                                          | カールリス・ウルマニス Kārlis Ulmanis                   |                          | 無所属                        | 4                                     | 1936年11月4日 - 1940年7月21日   | 3年 + 260日  | 首相兼任                                |
| 00－                                         | アウグスト・キルヘンシュタイン Augusts Kirhenšteins     |                          | ソビエト連邦共産党 （PCUS）   |                                       | 1940年7月21日 - 1940年8月25日   | 35日         | 大統領代行 （首相）                     |
| ラトビア・ソビエト社会主義共和国 (1940-1990) |                                                         |                          |                               |                                       |                                 |              |                                         |
| 最高会議幹部会議長                           |                                                         |                          |                               |                                       |                                 |              |                                         |
| 代                                           | 議長                                                    | 議長                     | 所属政党                      | 期                                    | 在任期間                        | 在任期間     | 備考                                    |
| 001                                          | アウグスト・キルヘンシュタイン Augusts Kirhenšteins     |                          | ソビエト連邦共産党 （PCUS）   |                                       | 1940年8月25日 - 1952年4月11日   | 11年 + 230日 |                                         |
| 002                                          | カーリス・オゾリシュ Kārlis Ozoliņš                     |                          | ソビエト連邦共産党 （PCUS）   |                                       | 1952年4月11日 - 1959年11月27日  | 7年 + 230日  |                                         |
| 003                                          | ヤーニス・カルンベルジシュ Jānis Kalnbērziņš            |                          | ソビエト連邦共産党 （PCUS）   |                                       | 1959年11月27日 - 1970年5月5日   | 10年 + 159日 |                                         |
| 004                                          | ヴィターリス・ルベニス Vitālijs Rubenis                 |                          | ソビエト連邦共産党 （PCUS）   |                                       | 1970年5月5日 - 1974年8月20日    | 4年 + 107日  |                                         |
| 005                                          | ペテリス・ストラウトマニス Pēteris Strautmanis          |                          | ソビエト連邦共産党 （PCUS）   |                                       | 1974年8月20日 - 1985年6月22日   | 10年 + 306日 |                                         |
| 006                                          | ヤーニス・ヴァグリス Jānis Vagris                       |                          | ソビエト連邦共産党 （PCUS）   |                                       | 1985年6月22日 - 1988年10月6日   | 3年 + 106日  |                                         |
| 007                                          | アナトリス・ゴルブノフ Anatolijs Gorbunovs              |                          | ソビエト連邦共産党 （PCUS）   |                                       | 1988年10月6日 - 1990年5月3日    | 1年 + 209日  |                                         |
| ラトビア共和国 (1990-現在)                   |                                                         |                          |                               |                                       |                                 |              |                                         |
| 第二共和政                                   |                                                         |                          |                               |                                       |                                 |              |                                         |
| 代                                           | 大統領                                                  | 大統領                   | 所属政党                      | 期                                    | 在任期間                        | 在任期間     | 備考                                    |
| 00－                                         | アナトリス・ゴルブノフ Anatolijs Gorbunovs              |                          | ソビエト連邦共産党 （PCUS）   |                                       | 1990年5月4日 - 1991年8月21日    | 3年 + 65日   | 暫定大統領 （最高会議議長）事実上の独立 |
| 00－                                         | アナトリス・ゴルブノフ Anatolijs Gorbunovs              | ラトビア人民戦線 （LTF） | 1991年8月21日 - 1993年2月13日 | 暫定大統領 （最高会議議長）正式な独立 |                                 | 3年 + 65日   |                                         |
| 00－                                         | アナトリス・ゴルブノフ Anatolijs Gorbunovs              | ラトビアの道 （LC）      | 1993年2月13日 - 1993年7月8日  | 新党結成                              |                                 | 3年 + 65日   |                                         |
| 005                                          | グンティス・ウルマニス Guntis Ulmanis                   |                          | ラトビア農民連合 （LZS）      | 5                                     | 1993年7月8日 - 1996年7月8日     | 6年 + 0日    |                                         |
| 005                                          | グンティス・ウルマニス Guntis Ulmanis                   | 6                        | ラトビア農民連合 （LZS）      | 1996年7月8日 - 1999年7月8日           |                                 | 6年 + 0日    |                                         |
| 006                                          | ヴァイラ・ヴィーチェ＝フレイベルガ Vaira Vīķe-Freiberga |                          | 無所属                        | 7                                     | 1999年7月8日 - 2003年7月8日     | 8年 + 0日    |                                         |
| 006                                          | ヴァイラ・ヴィーチェ＝フレイベルガ Vaira Vīķe-Freiberga | 8                        | 無所属                        | 2003年7月8日 - 2007年7月8日           |                                 | 8年 + 0日    |                                         |
| 007                                          | ヴァルディス・ザトレルス Valdis Zatlers                 |                          | 無所属                        | 9                                     | 2007年7月8日 - 2011年7月8日     | 4年 + 0日    |                                         |
| 008                                          | アンドリス・ベールジンシュ Andris Bērziņš               |                          | 緑と農民連合 （ZZS）          | 10                                    | 2011年7月8日 - 2015年7月8日     | 4年 + 0日    |                                         |
| 009                                          | ライモンツ・ヴェーヨニス Raimonds Vējonis               |                          | ラトビア緑の党 （LZP）        | 11                                    | 2015年7月8日 - 2019年7月8日     | 4年 + 0日    |                                         |
| 010                                          | エギルス・レヴィッツ Egils Levits                       |                          | 無所属                        | 12                                    | 2019年7月8日 - 2023年7月8日     | 4年 + 0日    |                                         |
| 011                                          | エドガルス・リンケービッチ Edgars Rinkēvičs             |                          | 統一 （V）                    | 13                                    | 2023年7月8日 - （現職）         | 1年 + 247日  |                                         |

## 大統領の年表
最高会議幹部会議長
独立回復以降